# Kaďa
Kaďa je volně přístupný termální, koupelový pramen minerální vody, u říčky Štiavnica, nachází se na Slovensku v obci Liptovský Ján, okrese Liptovský Mikuláš, Žilinském kraji v nadmořské výšce přibližně 656 m n. m. V blízkosti se nachází také Minerální pramen Teplica.

## Popis
Kaďa je jedno z celoročně nejvyhledávanějších míst na koupání v přírodě na Slovensku. Koupání v tomto prameni je bezplatné a areál přírodního koupaliště je udržovaný. Voda pramene dosahuje asi 20 °C a na první pocit působí mírně chladivě. Voda minerálního pramene je zachycena do kamenné skruže o hloubce 1,5 metru a nachází se mezi skálami z travertinu. Vedle skruže s pramenem je uměle vybudované jezírko s hloubkou 1 metr, které zachycuje další výrony pramene. Koupel ve vodě by neměla přesahovat 20 minut z důvodu vysokého obsahu síry, která na kůži působí jemné štípání to přetrvává i po ukončení koupele, voda z pramenu je mineralizovaná, hydrouhličitanovo-síranová, silně uhličitá, vápenato-hořečnatá, hypotonická. Byly i prokázány léčebné účinky zejména při žaludečních, střevních a žlučníkových onemocněních, poruchách látkové výměny, vysokého krevního tlaku, fosfaturie, alergických onemocnění a stavů po tromboflebitidách, obrnách a pohybového ústrojí, revmatických chorobách, kožních onemocnění a onemocnění ženských pohlavních chorob. U kráteru s pramenem je postaveno podium pro občasné kulturní akce a je zde i stánek s občerstvením.

## Fotogalerie

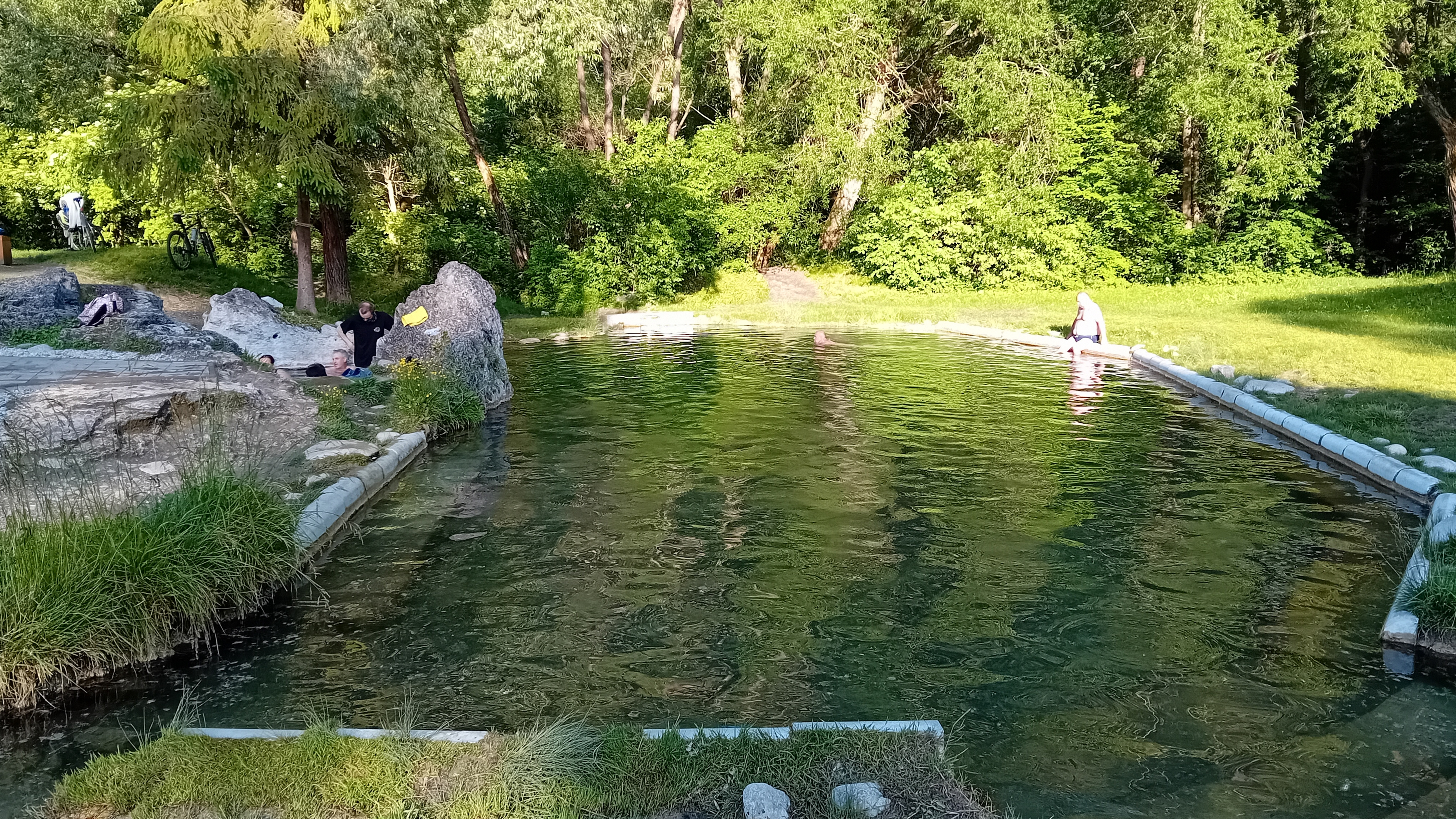
Umělé vybudované jezírko
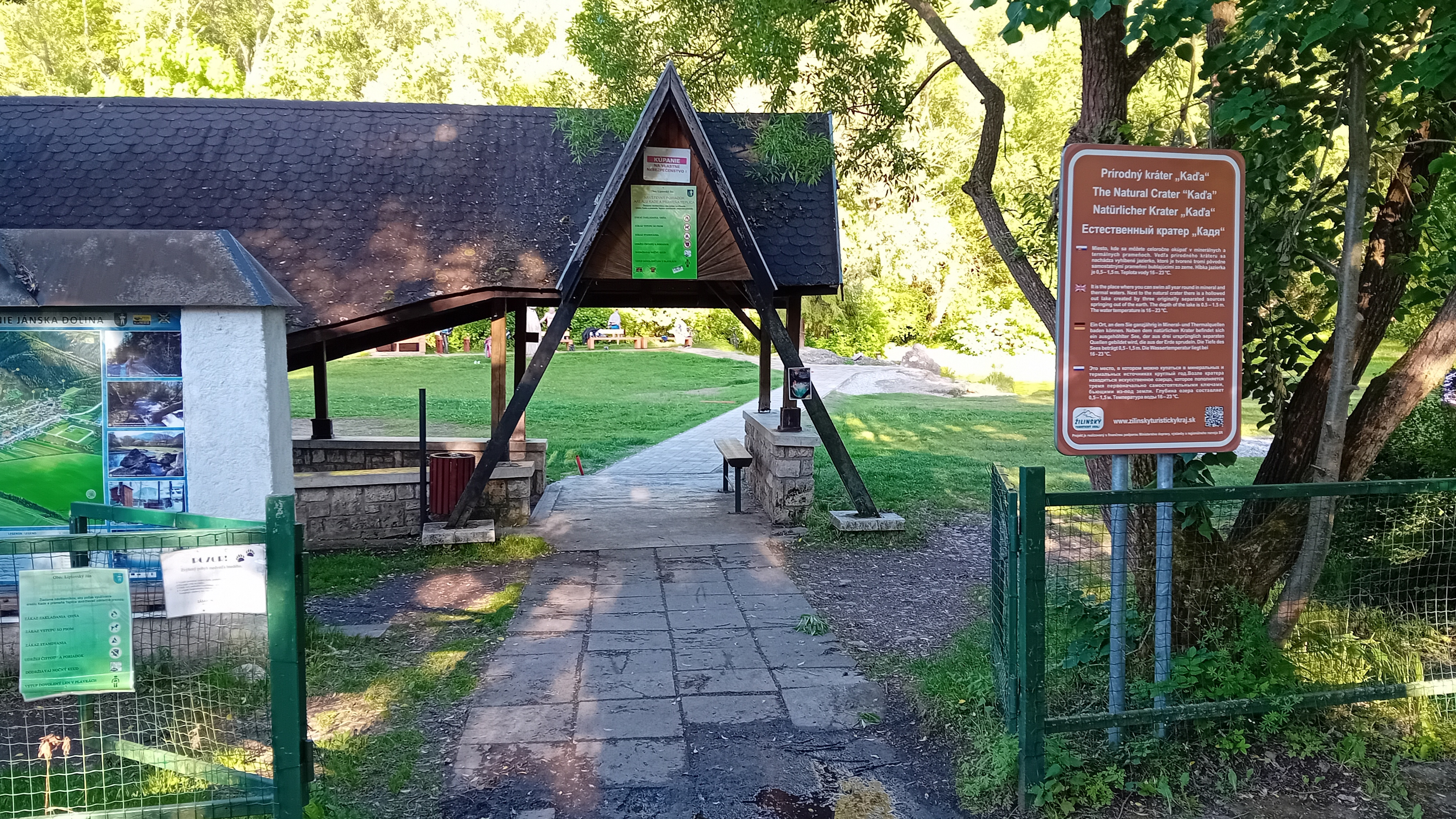
Vstup k termálnímu kráteru
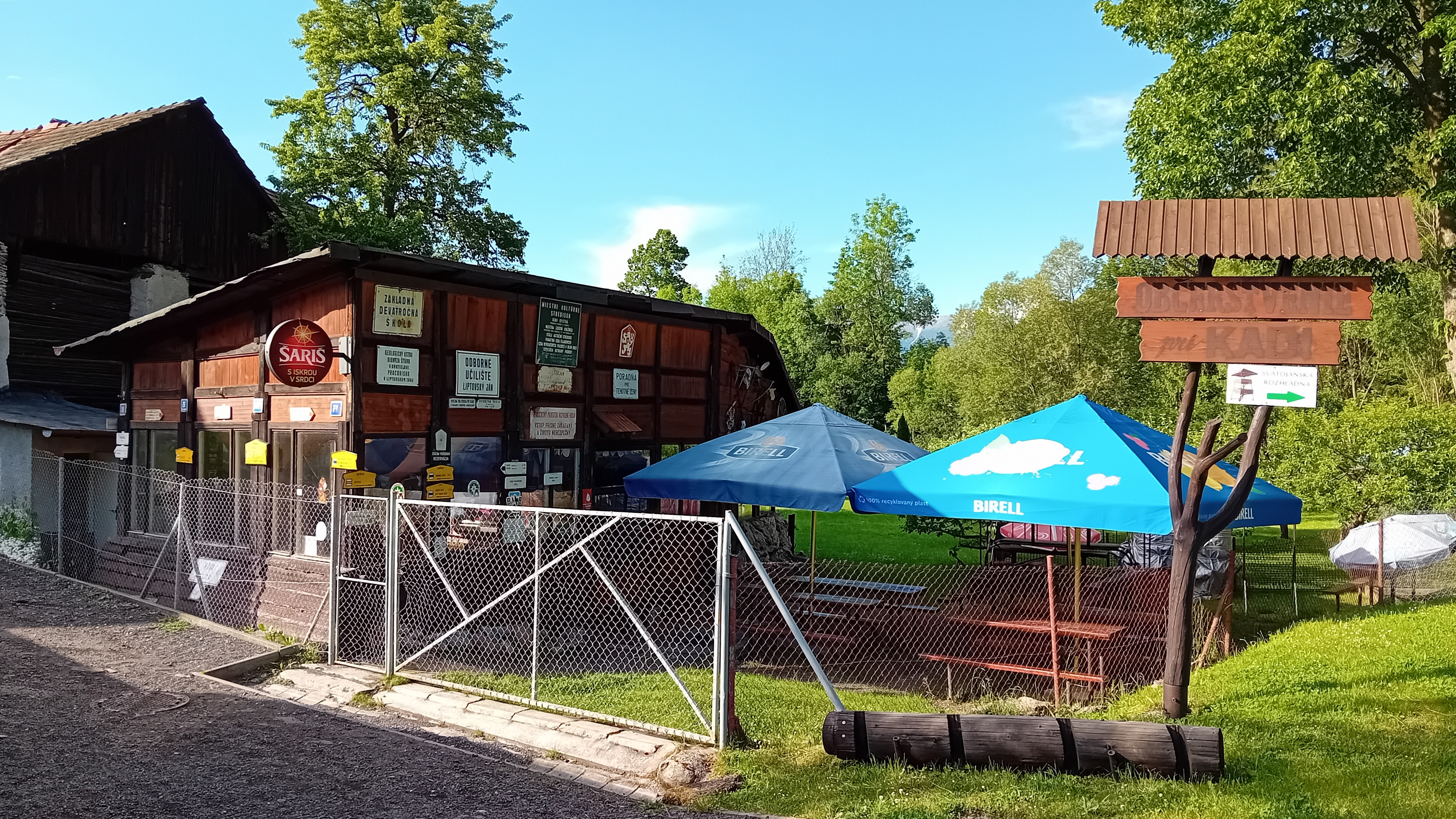
Stánek s občerstvením